# Remigia velata
Remigia velata là một loài bướm đêm trong họ Erebidae.